# العلاقات الأرجنتينية البيلاروسية
العلاقات الأرجنتينية البيلاروسية هي العلاقات الثنائية التي تجمع بين الأرجنتين وروسيا البيضاء.

## مقارنة بين البلدين
هذه مقارنة عامة ومرجعية للدولتين:
| وجه المقارنة                                              | الأرجنتين                                               | روسيا البيضاء                    |
| --------------------------------------------------------- | ------------------------------------------------------- | -------------------------------- |
| المساحة (كم2)                                             | 2.78 مليون                                              | 207.60 ألف                       |
| عدد السكان (نسمة)                                         | 44.27 مليون                                             | 9.50 مليون                       |
| الكثافة السكانية (ن./كم²)                                 | 15.92                                                   | 45.76                            |
| العاصمة                                                   | بوينس آيرس                                              | مينسك                            |
| اللغة الرسمية                                             | اللغة الإسبانية                                         | اللغة البيلاروسية، اللغة الروسية |
| العملة                                                    | البيزو الأرجنتيني 1983 ‏، بيزو أرجنتيني، أسترال أرجنتيني | روبل بلاروسي                     |
| الناتج المحلي الإجمالي (بليون دولار)                      | 637.59 مليار                                            | 54.44 مليار                      |
| الناتج المحلي الإجمالي (تعادل القوة الشرائية) بليون دولار | 883.02 مليار                                            | 168.35 مليار                     |
| الناتج المحلي الإجمالي الاسمي للفرد دولار أمريكي          | 13.43 ألف                                               | 5.74 ألف                         |
| الناتج المحلي الإجمالي للفرد دولار أمريكي                 |                                                         | 18.18 ألف                        |
| مؤشر التنمية البشرية                                      | 0.827                                                   | 0.798                            |
| رمز المكالمات الدولي                                      | +54                                                     | +375                             |
| رمز الإنترنت                                              | .ar                                                     | .by، .бел                        |
| المنطقة الزمنية                                           | 00                                                      | ت ع م+03:00                      |

## منظمات دولية مشتركة
يشترك البلدان في عضوية مجموعة من المنظمات الدولية، منها:
| علم المنظمة | اسم المنظمة                               | تاريخ انضمام الأرجنتين | تاريخ انضمام روسيا البيضاء |
| ----------- | ----------------------------------------- | ---------------------- | -------------------------- |
|             | الاتحاد البريدي العالمي                   | ?                      | ?                          |
|             | منظمة حظر الأسلحة الكيميائية              | ?                      | ?                          |
|             | الأمم المتحدة                             | 24 أكتوبر 1945         | 24 أكتوبر 1945             |
|             | وكالة ضمان الاستثمار متعدد الأطراف        | 11 فبراير 1992         | 3 ديسمبر 1992              |
|             | منظمة الشرطة الجنائية الدولية             | ?                      | ?                          |
|             | مؤسسة التمويل الدولية                     | 13 أكتوبر 1959         | 2 نوفمبر 1992              |
|             | الاتحاد الدولي للاتصالات                  | 1889                   | 7 مايو 1947                |
|             | البنك الدولي للإنشاء والتعمير             | 20 سبتمبر 1956         | 10 يوليو 1992              |
|             | مجموعة الموردين النوويين                  | ?                      | ?                          |
|             | المركز الدولي لتسوية المنازعات الاستشارية | 18 نوفمبر 1994         | 9 أغسطس 1992               |
|             | يونسكو                                    | 15 سبتمبر 1948         | 12 مايو 1954               |

## وصلات خارجية
- موقع وزارة الخارجية الأرجنتينية
- موقع وزارة الخارجية البيلاروسية